# Harvest Records
Harvest Records es una discográfica creada por EMI en 1969 con el propósito de promover el rock progresivo y competir con las discográficas Philips, Vertigo, Decca y Deram, inicialmente bajo la conducción de Malcolm Jones y Norman Smith.
Harvest fue distribuida en Norteamérica por el brazo estadounidense de EMI, Capitol Records. Con un álbum de The Edgar Broughton Band como primer lanzamiento, fue anfitriona de artistas clásicos como Deep Purple, Pink Floyd, The Move, Electric Light Orchestra, Barclay James Harvest, Climax Blues Band, Kevin Ayers y Little River Band; Harvest también promovió estilos de música más experimentales. Además, Harvest fue la licenciataria europea para Blue Thumb Records desde 1969 hasta 1971.

## Algunos artistas de Harvest Records
| - Alan Sorrenti - Amorphous Androgynous - Ariel - Ashley Hutchings - Aviator - Ayshea - Babe Ruth - Bakerloo - Barclay James Harvest - Battered Ornaments - Be Bop Deluxe - Belle Epoque - Best Coast - Bill Nelson's Red Noise - Buddy Knox - Buddy and the Juniors - Can - Cargo - Charlie Feathers - Chris Spedding - Clifton Chenier - Climax Blues Band - Dark Star - Dave Mason - David Gilmour - Day Wave - Deep Purple - Duran Duran - East of Eden - Eberhard Schoener - Electric Light Orchestra - Eloy - Focus - Forest - Formerly Fat Harry - Gryphon - Helmut Köllen - Ike & Tina Turner - Iron Maiden | - Israel Vibration - Jack Scott - Jan Akkerman - Janus - John Lees - Jon Lord - Kate Bush - Kayak - Kevin Ayers - King Harry - Little River Band - Love - Love Sculpture - Machiavel - Maneige - Mark-Almond - Marshall Hain - Michael Chapman - Nick Mason's Fictitious Sports - Matumbi - Max Middleton & Robert Ahwai - Morrissey & Mullen - Motorpsycho - Nine Days Wonder - Pallas - Panama Limited Jug Band - Patrick Duff - Pete Brown & Piblokto - Pink Floyd - Professor Longhair - Pyx Lux - Quatermass - Richard Brautigan - Richard Schenider Jr. - Richard Wright - Roger Waters - Roy Harper - Roy Wood - Sadistic Mika Band | - Scorpions - Shirley & Dolly Collins - Soft Machine - Southern Comfort - Spontaneous Combustion - Strapps - Sweet Smoke - Syd Barrett - Tanned Leather - Tea & Symphony - The Albion Band - The Banned - The Beyond - The Blue Aeroplanes - The Edgar Broughton Band - The Flying Circus - The Future Sound of London - The Fourth Way - The Gods - The Grease Band - The Greatest Show on Earth - The Libertines - The Lonely Boys (aka Little Bo Bitch) - The Move - The Pretty Things - The Saints - The Shirts - The Undertones - Third Ear Band - Thomas Dolby - Tino Casal - Tom Robinson Band - Tomorrow - Trinidad Oil Company - Triumvirat - Unicorn - Warren Smith - Wire - Wizzard |